# Griffin et Phoenix (film, 2006)
Pour plus de détails, voir Fiche technique et Distribution.
Griffin et Phoenix (Griffin and Phoenix) est un film américain réalisé par Ed Stone, sorti en 2006. Il s'agit d'un remake du film Du sourire aux larmes (Griffin and Phoenix) sorti en 1976.

## Fiche technique
- Titre : Griffin et Phoenix
- Titre original : Griffin and Phoenix
- Réalisation : Ed Stone
- Scénario : John Hill
- Musique : Roger Neill
- Photographie : David M. Dunlap
- Montage : Plummy Tucker
- Production : Jason Blum, Paul Brooks, Amy Israel, Sidney Kimmel et Ed Stone
- Société de production : Sidney Kimmel Entertainment, Gold Circle Films, Blumhouse Productions, The Orphanage et Griffin & Phoenix Productions
- Pays de production:  États-Unis
- Genre : Comédie dramatique et romance
- Durée : 102 minutes
- Dates de sortie : 
  - Canada : 12 septembre 2006 (Festival international du film de Toronto)
  - États-Unis : 20 novembre 2006 (télévision)

## Distribution
- Amanda Peet (VF : Laura Blanc - VQ : Isabelle Leyrolles) : Phoenix
- Dermot Mulroney (VF : Guillaume Orsat - VQ : Daniel Picard) : Griffin
- Sarah Paulson (VQ : Geneviève Cocke) : Peri
- Blair Brown : Eve
- Alison Elliott : Terry
- Lois Smith (VQ : Madeleine Arsenault) : Dr. Imberman
- Jonah Meyerson : Kirk
- Max Morris : Andrew
- Adriane Lenox (VQ : Carole Chatel) : Docteure
- Simon Jones : le professeur
- Jesse Tyler Ferguson : l'étudiant
- Brian Klugman (VQ : Nicolas Charbonneaux-Collombet) : le gars de la plage

## Distinctions
Le film est nommé aux Young Artist Awards est nommé dans la catégorie Meilleure actrice dans un téléfilm, mini-séri ou special pour Jonah Meyerson.